# Топорец
Топорец (словац. Toporec) — село и одноимённая община в районе Кежмарок Прешовского края Словакии. В письменных источниках начинает упоминаться с 1277 года.

## География
Село расположено в западной части края, к западу от реки Попрад, при автодороге 3107. Абсолютная высота — 606 метров над уровнем моря. Площадь муниципалитета составляет 20,06 км².

## Население
| Год:                | 1994 | 2004     | 2014     | 2024    |
| ------------------- | ---- | -------- | -------- | ------- |
| Количество человек: | 1521 | 1695     | 1898     | 2055    |
| Разница:            |      | +11,43 % | +11,97 % | +8,27 % |

По данным последней официальной переписи 2011 года, численность населения Топорца составляла 1861 человек.
Национальный состав населения (по данным переписи населения 2011 года):
| Национальность | Численность, человек |
| -------------- | -------------------- |
| словаки        | 1381                 |
| цыгане         | 216                  |
| поляки         | 5                    |
| чехи           | 1                    |
| украинцы       | 1                    |
| венгры         | 1                    |
| не указана     | 231                  |